# Yukmouth
Jerold Dwight Ellis III, znany jako Yukmouth (ang. pot. straszne usta) lub Yuk, (ur. 18 października 1974 w Oakland, Kalifornia) – amerykański raper. Jest członkiem duetu Luniz, grupy The Regime i Thug Lordz. Założyciel wytwórni muzycznej Smoke-a-Lot Records i Godzilla Entertainment. Znany jest w środowisku muzycznym, zarówno za historię swoich wspólnych występów, jak i bezwzględne "dissy". Do tej pory wydał 7 solowych albumów.

## Dyskografia
- 1998: Thugged Out: The Albulation
- 2001: Thug Lord: The New Testament
- 2003: Godzilla
- 2008: Million Dollar Mouthpiece
- 2009: The West Coast Don
- 2010: Free at Last
- 2011: The Tonite Show – Thuggin' & Mobbin'[3]
- 2017: JJ Based on a Vill Story Two

## Filmografia
- Original Gangstas (1996)
- Mexican Blow (wydany także jako Warrior) (2002) – The Midnight Sun
- United Ghettos of America vol. 1 (2002)
- United Ghettos of America vol. 2 (2004)
- T9X: The Tech N9ne Experience (2004)
- United Ghettos of America: Eye Candy (2007)
- Yukmouth Uncut (2007)
- Million Dollar DVD (2007)

## Nagrody
W 1997 Yukmouth razem z takimi artystami jak Numskull, Luke Cresswell, Fiona Wilkes, Carl Smith, Fraser Morrison, Everett Bradley, Mr. X, Melle Mel, Yo-Yo, Chaka Khan, Charlie Wilson, Shaquille O’Neal, Quincy Jones i Coolio zostali nominowani do Grammy Awards za piosenkę Stomp jako Best R&B Performance by a Duo or Group with Vocals czyli Najlepszy Występ Grupy lub Duetu R&B.